# Rubén Cousillas Fuse
Rubén Cousillas Fuse (9 de maig de 1957, Argentina) és un exfutbolista que jugava de porter, i que ara treballa d'entrenador, concretament de segon entrenador, ajundant a Manuel Pellegrini des del juny de 2004, al Vila-real CF, al Reial Madrid i al Màlaga CF.

## Carrera com a futbolista
En l'etapa com a jugador va militar al San Lorenzo de Almagro amb què aconseguí l'ascens a la Primera divisió de futbol de l'Argentina l'any 1982, el Millonarios de Bogotà, club amb el qual va assolir els tres títols del país el 1987, el Nadiyó de Corrieres, a l'Argentina, el Club Atlético Vélez Sarsfield, Argentinos Juniors i Huachipato de Xile.

## Carrera com a entrenador
En la seva etapa com a entrenador, va treballar al Talleres de Córdoba i al Argentinos Juniors, passant a entrenar al filial del CA San Lorenzo de Almagro fins que va arribar Manuel Pellegrini al primer equip, i va passar a ser el seu segon entrenador. Com a ajudant de Manuel Pellegrini ha estat al San Lorenzo de Almagro, el River Plate, el Vila-real CF, al Reial Madrid CF. i al Màlaga CF. El 2013 fitxà pel Manchester City FC.

## Palmarès com a entrenador
- Ascens a Primera del Talleres de Córdoba (1996)
- Torneig Clausura amb el San Lorenzo de Almagro (2001-2002)
- Copa Mercosur amb el San Lorenzo de Almagro (2001-2002)
- Torneig Clausura amb el River Plate (2002-2003
- Copa Intertoto amb el Vila-real CF (2004)
- Semifinalista a la Lliga de Campions amb el Vila-real CF (2006)
- Subcampió de Lliga amb el Vila-real CF (2008)